# 沃基肖縣
沃基肖县（英語：Waukesha County）是位於美国威斯康辛州東南部的一個縣，面積1,503平方公里。根據2022世界人口审查 （页面存档备份，存于）估計，共有人口40萬9,226人。縣治沃基肖。該縣成立於1846年1月31日；縣名來源不明，可能在波塔瓦托米语中指狐狸、福克斯人或福克斯河。

## 外部連結
- 官方網站 （页面存档备份，存于）
- 沃基肖郡地圖 （页面存档备份，存于）